# Арай (Япония)
Арай (яп. 新居町 Арай-тё:) — посёлок в Японии, находящийся в уезде Хамана префектуры Сидзуока.

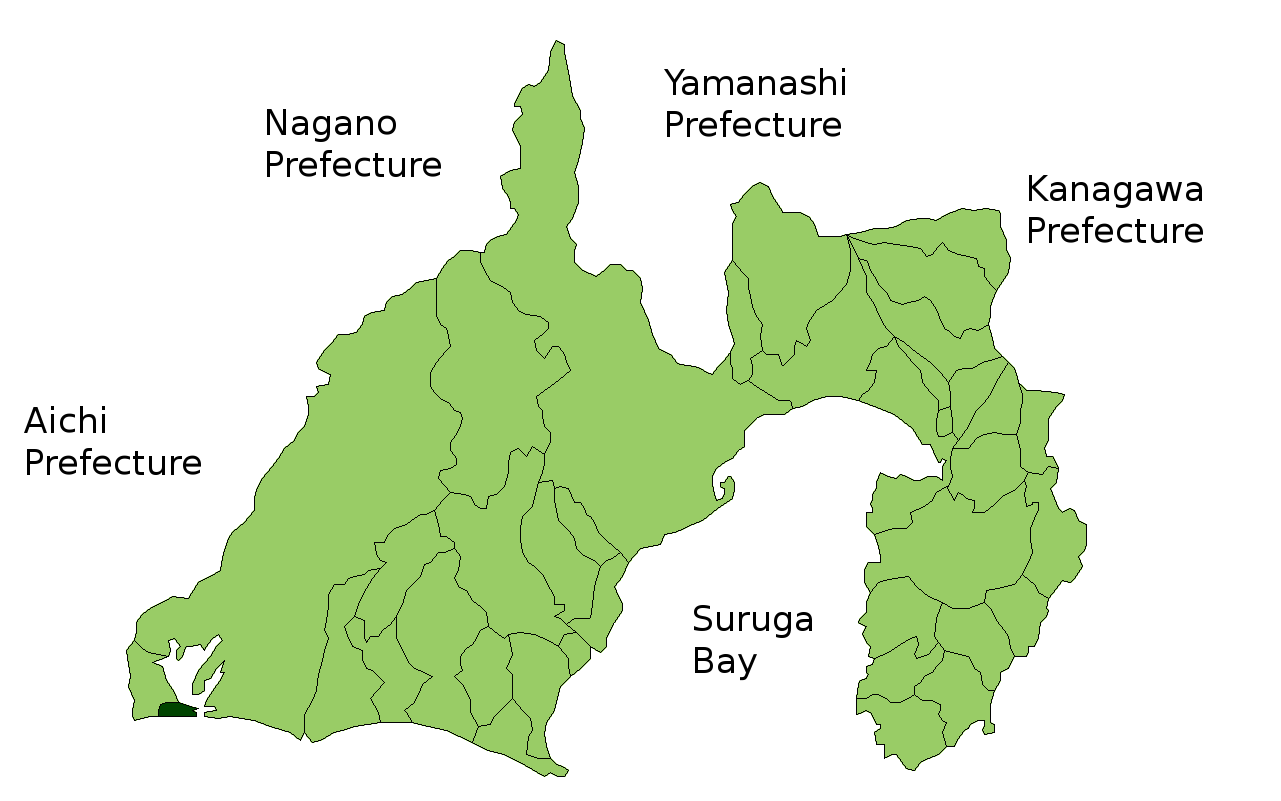
Расположение посёлка Арай в префектуре Сидзуока.

По состоянию на 31 марта 2010 год, население составляет 16,975 человек, площадь 18,65 км ², плотность 910 человек / км ²
23 марта 2010, уезд Хамана с единственным посёлком Арай  был слит с городом Косай и больше не существует в качестве самостоятельного муниципального образования.

## Географическое положение
Посёлок Арай был расположен на юго - западной оконечности префектуры Сидзуока, на берегу озера Хамана. Посёлок имел умеренный морской климат с жарким, влажным летом и мягкой, прохладной зимой.

## Экономика
Экономика посёлка Арай была в значительной степени основана на промышленном рыболовстве, выращевании водорослей и производстве фейерверков.